# Grauers wimperspitsmuis
De Grauers wimperspitsmuis (Paracrocidura graueri)  is een zoogdier uit de familie van de spitsmuizen (Soricidae). De wetenschappelijke naam van de soort werd voor het eerst geldig gepubliceerd door Hutterer in 1986.

## Voorkomen
De soort komt voor in Congo-Kinshasa.